# Alberto Paleari
Alberto Andrea Paleari (ur. 29 sierpnia 1992 w Giussano) – włoski piłkarz występujący na pozycji bramkarza we włoskim klubie Benevento. Wychowanek Milan, w trakcie swojej kariery grał także w takich zespołach, jak Ponte San Pietro, Tritium, Virtus Verona, Mantova, Giana Erminio, Cittadella oraz Genoa. Młodzieżowy reprezentant Włoch.